# Tabernaemontana arborea
Tabernaemontana arborea là một loài thực vật có hoa trong họ La bố ma. Loài này được Rose ex J.D.Sm. miêu tả khoa học đầu tiên năm 1893.